# David Smilow
David Smilow est un homme d'affaires américain, connu pour avoir cofondé plusieurs entreprises dans les secteurs de la finance et de la technologie.

## Biographie
David Smilow commence sa carrière à Wall Street comme gestionnaire de portefeuille, travaillant notamment chez Goldman Sachs et Drexel Burnham Lambert. Il se lance ensuite dans l’entrepreneuriat, cofondant plusieurs sociétés innovantes dans les services financiers et les technologies bancaires.

## Carrière dans la finance
En 1993, il fonde TeleBanc, une banque en ligne qui deviendra la plus grande banque Internet aux États-Unis avant son rachat par E*Trade Financial en 1999.  En 2003, il fonde Jefferson National Financial, une société spécialisée dans les assurances et produits d’investissement, revendue à Citibank en 2011.  En 2014, il cofonde ITE Management, un fonds d’investissement spécialisé dans le transport ferroviaire, l’aviation et la logistique.